# OEC Taipei WTA Challenger
OEC Taipei WTA Challenger — женский профессиональный теннисный турнир, проводимый осенью в Тайбэе, остров Тайвань, на крытых хардовых кортах местного комплекса Taipei Arena. С 2012 года женский турнир относится к серии WTA 125k с призовым фондом в 125 тысяч долларов и турнирной сеткой, рассчитанной на 32 участницы в одиночном разряде и 16 пар.

## Общая информация
Тайваньский турнир впервые был проведён в 2007 году. Первое соревнование прошло в Таоюане и имело призовой фонд в 50 000 долларов США, но уже через год турнир переехал в Тайбэй, на корты комплекса Taipei Arena; призовой фонд соревнования вырос в два раза.
Соревнование вскоре получило достаточное финансирование, дающее ему возможность претендовать на попадание в календарь WTA; организаторы из года в год собирали у себя многих игроков Top100, в 2011 году турнир стал первым соревнованием цикла, на матчах которого применялась система видеоповторов «Hawk-Eye». В 2012 году турнир был переведён в более престижную новообразованную серию WTA 125k, став её дебютным соревнованием.

## Финалы прошлых лет
| Год     | Призовые  | Чемпионка           | Финалистка        | Счёт        |
| ------- | --------- | ------------------- | ----------------- | ----------- |
| Тайбэй  |           |                     |                   |             |
| 2014    | 125 000 $ | Виталия Дьяченко    | Чжань Юнжань      | 1-6 6-2 6-4 |
| 2013    | 125 000 $ | Алисон ван Эйтванк  | Янина Викмайер    | 6-4 6-2     |
| 2012    | 125 000 $ | Кристина Младенович | Чжан Кайчжэнь     | 6-4 6-3     |
| 2011    | 100 000 $ | Аюми Морита         | Кимико Датэ-Крумм | 6-2 6-2     |
| 2010    | 100 000 $ | Пэн Шуай            | Аюми Морита       | 6-1 6-4     |
| 2009    | 100 000 $ | Чжань Юнжань        | Аюми Морита       | 6-4 2-6 6-2 |
| 2008    | 100 000 $ | Ярмила Гайдошова    | Коринна Дентони   | 4-6 6-4 6-1 |
| Таоюань |           |                     |                   |             |
| 2007    | 50 000 $  | Акико Моригами      | Янина Викмайер    | 6-4 7-6(5)  |

| Год  | Чемпионки                            | Финалистки                           | Счёт              |
| ---- | ------------------------------------ | ------------------------------------ | ----------------- |
| 2014 | Чжань Хаоцин (3) Чжань Юнжань (4)    | Чжан Кайчжэнь Чжуан Цзяжун           | 6-4 6-3           |
| 2013 | Каролин Гарсия Ярослава Шведова      | Анна-Лена Фридзам Алисон ван Эйтванк | 6-3 6-3           |
| 2012 | Чжань Хаоцин (2) Кристина Младенович | Чжан Кайчжэнь Ольга Говорцова        | 5-7 6-2 [10-8]    |
| 2011 | Чжань Юнжань (3) Чжэн Цзе            | Каролина Плишкова Кристина Плишкова  | 7-6(5) 5-7 [10-5] |
| 2010 | Чжан Кайчжэнь Чжуан Цзяжун (3)       | Се Шувэй Саня Мирза                  | 6-4 6-2           |
| 2009 | Чжань Юнжань (2) Чжуан Цзяжун (2)    | Яюк Басуки Риза Заламеда             | 6-3 3-6 [10-7]    |
| 2008 | Се Шувэй Чжуан Цзяжун                | Сюй Вэньсинь Хуан Исюань             | 6-3 6-3           |
| 2007 | Чжань Хаоцин Чжань Юнжань            | Се Шуин Се Шувэй                     | 6-1 2-6 [14-12]   |